# Сара Бом
Сара Бом (ир. Sara Baume; Ланкашир, 1984) је ирска књижевница млађе генерације. До сада је објавила два романа, Старац и Једнооки и Утабана стаза.

## Биографија
Сара Бом је рођена 1984. године у Ланкаширу, у Ирској. Живи у Ирској, у граду Корк. Први роман Старац и Једнооки из 2015. године је вишеструко награђиван у Ирској и Енглеској.